# Ратуша (газета Чорткова)
Рáтуша — міська газета Чорткова, тижневик. Заснована в жовтні 1998.

## Відомості
Свідоцтво про реєстрацію: серія ТР № 263. Тираж 1500 примірників.
У 2007 — газета припинила своє існування, реорганізувавшись в Чортківський Вісник.
Рубрики: «Новини Чортківського краю», «Оперативна інформація», «Гість сторінки», «Проти течії», «SMS-тусовка».

## Редактори
- Оксана Солодка
- Г. Остапенко
- Богдан Присяжний
- Михайло Опиханий (липень 2006 — листопад 2007[1])